# Estudio de niño sonriendo
Estudio de niño sonriendo, también llamado El despertar de un niño, es un cuadro  pintado por Antonia de Bañuelos Thorndike en 1890. Se conserva en la Colección de Arte del Ayuntamiento de Alcoy.

## Contexto histórico-artístico
La autora fue una de las pintoras pioneras en España. Ayudó el que proviniera de una familia aristocrática y el vivir en París, donde asistió a clase en el estudio de Charles Joshua Chaplin, de quien aprendió su técnica del retrato, llegando a superar a éste.
En la segunda mitad del siglo XIX, las mujeres que se dedicaban a la pintura solían realizar bodegones, paisajes, escenas costumbristas y retratos, ya que tenían restringido el acceso al estudio de la anatomía humana, por no ser apropiado para ellas y para no dañar su reputación. Pocas consiguieron romper la barrera para llegar llegar a ser consideradas artistas de primera línea.
Bañuelos se especializó en retratos, destacando considerablemente en los de niños.
Muy bien considerada a nivel internacional, los derechos de reproducción de las imágenes de sus cuadros las compraban los mejores grabadores de Europa para publicarlas en los periódicos ilustrados de Francia, Inglaterra, Alemania y España (La Ilustración Española).
Laurent & Cía, J. se encargó de la fototipia de la mayoría de sus obras.

## Historia
Obra presentada en varias exposiciones junto a Niño dormido, otra de sus obras, ganándose el respeto y alabanzas de toda la crítica del momento. La obra forma parte de la exposición Invitadas. Fragmentos sobre mujeres, ideología y artes plásticas en el Museo del Prado (del 6 de octubre de 2020 al 14 de marzo de 2021). 

## Descripción
Como su otro título dice, el cuadro representa a un niño recién despertado, con cara de felicidad. Mueve su cuerpecito para desentumecerse y parece juguetear con la sábana.  Jacinto Octavio Picón lo describió «El pequeñuelo acaba de abrir los ojos; la sonrisa con que arquea sus labios, que son húmedos y rojizos como una granada, dice bién a las claras que su sueño ha sido tranquilo. Sus rizos ensortijados y rubios, caen en desorden sobre los lienzos del lecho; la forma del cuerpo, la robustez de los miembros y el fresco color de las carnes, revelan salud. Los piececillos primorosamente dibujados».

## Estilo
Retratos de niños y querubines. Estudio al óleo. 